# Kirkstone Pass
Kirkstone Pass is een bergpas in het Engelse Lake District, gelegen in het graafschap Cumbria. De pas ligt op een hoogte van 454 meter en is de hoogste pas in het gebied die toegankelijk is voor gemotoriseerd verkeer.
Over de bergovergang loopt de A592, die Ambleside, aan de zuidkant, verbindt met Patterdale in het noorden. De hellingsgraad bedraagt op sommige plaatsen 1:4. 's Winters kan de weg onder bepaalde omstandigheden gesloten zijn.
Kirkstone Pass is genoemd naar een groot rotsblok op de top dat de vorm heeft van een kerktoren. Hier vlakbij ligt 'Kirkstone Pass Inn', van oorsprong een koetsiersherberg, daterend uit de 17e eeuw, maar nu vooral een op toeristen gericht café.